# Білицький район
Бі́лицький райо́н — історична адміністративно-територіальна одиниця УСРР з центром у с. Білики, утворена 7 березня 1923 у складі Полтавської округи з Білицької, Вовчоріцької і Чорбівської волостей Кобеляцького повіту Полтавської губернії. На момент створення налічував 19 сільрад, кількість яких було скорочено до 9. Площа становила 490 верст² (~557,7 км²), населення — 32 903 людини.
Станом на 7 вересня 1923 року район складався з 9 сільрад: Білицької (Біликівської), Великокобелячківської, Дрижино-Греблянської (с. Дрижина Гребля), Іванівської, Кустолово-Кущівської (с. Кустолові Кущі), Марківської, Супротивно-Балківської, Сухомаяцької, (Сухомаячківської), Чорбівської (с. Чорбівка), загальною чисельністю 41 161 житель.
Район розформовано 3 червня 1925 року
з причин економічної слабкості і невеликої кількості населення.